# Фельдкирхен-бай-Грац
Фельдкирхен-бай-Грац (нем. Feldkirchen bei Graz) — ярмарочная община в Австрии, ярмарочный посёлок, расположен в федеральной земле Штирия. Входит в состав округа Грац. 
Население составляет 5244 человека (на 31 декабря 2005 года). Занимает площадь 11,54 км².

## Политическая ситуация
Бургомистр общины — Адольф Пеллишек (АНП) по результатам выборов 2005 года.
Совет представителей общины (нем. Gemeinderat) состоит из 25 мест.
- АНП занимает 13 мест.
- СДПА занимает 8 мест.
- Партия FLF занимает 2 места.
- Партия UBF занимает 2 места.